# Grafschaft Bayeux
Die Grafschaft Bayeux um die französische Stadt Bayeux wurde von den Karolingern eingerichtet. Durch die Normannen mehrfach verwüstet, wurde sie 924 deren Besitz zugeschlagen.
Unter deren Herrschaft bestand die Grafschaft weiter, wurde aber später zur Vizegrafschaft degradiert.

## Grafen von Bayeux
- Berengar von Bayeux, 889/vor 931 bezeugt
- Raoul d’Ivry, 1011 als Graf von Bayeux genannt, Halbbruder von Herzog Richard I. (Haus Ivry)

## Vizegrafen von Bayeux
- NN, Vizegraf von Bayeux, heiratete eine uneheliche Tochter unbekannten Namens des Herzogs Richard III. von Normandie († 1027)
- Ranulph, Vizegraf von Bayeux, 1089/95 bezeugt
- Ranulph le Meschin, 1. Earl of Chester, Vizegraf von Avranches und Bayeux, † 1129, dessen Sohn
  - Ranulph de Gernon, 2. Earl of Chester Vizegraf von Avranches, † 1153, dessen Sohn